# نهر غاوجا
نهر غاوجا ((بالإستونية: Koiva jõgi)‏، (بالألمانية: Livländische Aa)‏) هو نهر في منطقة فيدزيم في لاتفيا.  النهر الكبير الوحيد في لاتفيا الذي يبدأ وينهي تدفقه في لاتفيا. طوله 460 كم، منها 93.5 كم في حديقة قاوجا الوطنية. في هذا الجزء، يتدفق نهر قاوجا عبر وادي قاوجا، والذي يتراوح من 1 إلى 2.5 كم عرضًا، وأقصى عمق بالقرب من سيغولدا هو 85 مترًا. وبالتالي، فإن قاوجا هو أطول نهر في لاتفيا عندما نحسب فقط أجزاء النهر في أراضي البلاد. داوقافا لديها 367  كم فقط في لاتفيا، في حين أن النهر بأكمله يزيد عن 1000 كم.
بدأت صخور الحجر الرملي بالظهور على ضفاف نهر قاوجا والأنهار المجاورة لها في التكوين منذ 300إلى 370 مليون سنة خلال العصر الديفوني.

## التاريخ
قبل القرن الثالث عشر، كان نهر قاوجا بمثابة طريق تجاري ونهر يحد بين الأراضي الليفونية واللاتغالية. في بعض المناطق، كانوا يعيشون معًا. عندما كانت اللغة الليفونية لا تزال موجودة على طول نهر قاوجا والبحر، كان يطلق عليها اسم كويفو (نهر بيرش؛ Livonian keùv أو الإستونية kõiv). في اللاتفية، كان اسم نهر قاوجا يعني "كمية كبيرة"و، "حشد"، وبالتالي كان يطلق عليه "النهر الكبير". عانى الليفونيون بشدة خلال الحرب الشمالية العظمى وعانوا من الطاعون في القرن الثامن عشر. كانت تلك هي الفترة التي عاش فيها الليفونيون المتبقون مع اللاتفيين.

## حاليا

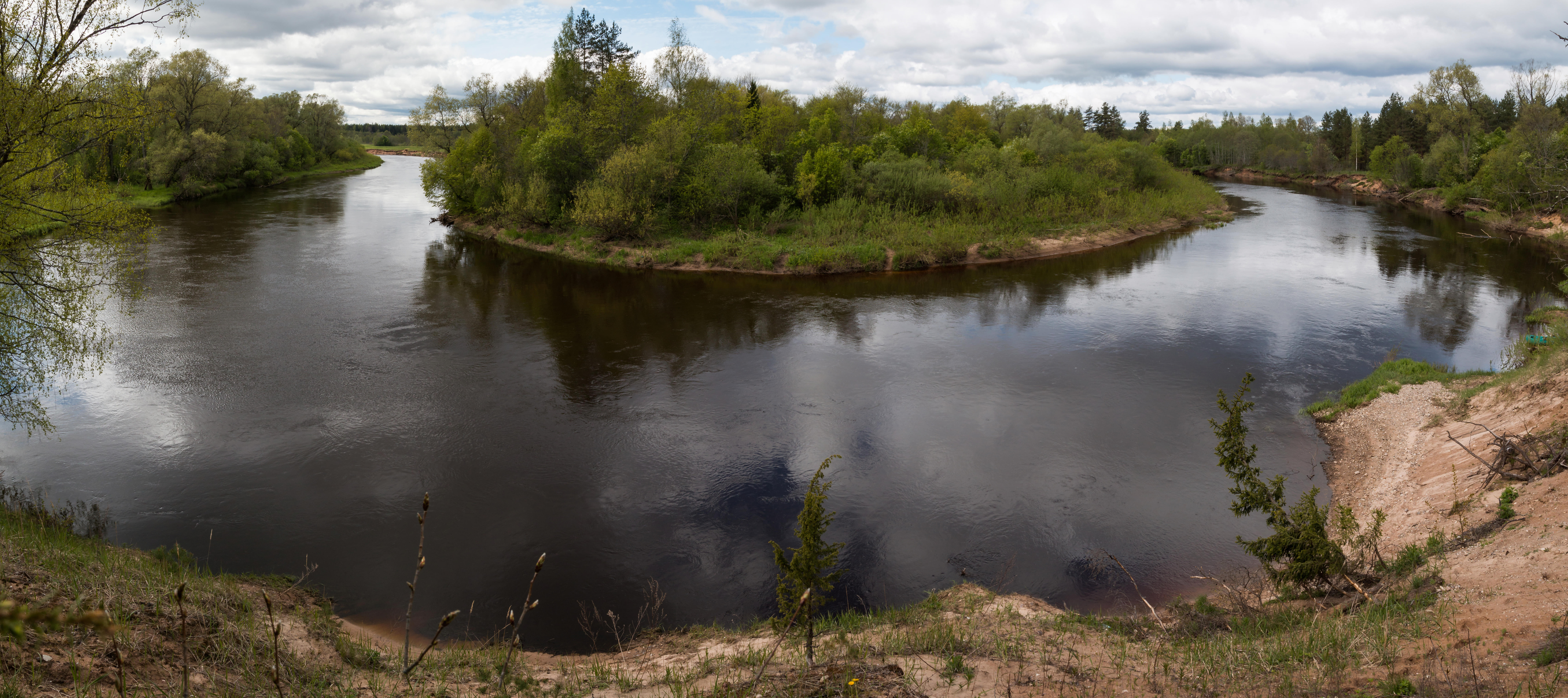
إطلالة بانورامية على نهر قاوجا، على الحدود بين إستونيا ولاتفيا.

يميل نهر قاوجا إلى تغيير قاعه بسرعة، وقد اكتسب سمعة بأنه مخادع. يتكون قاع النهر من رواسب رملية وحصى غير متماسكة تتحرك مع التيار. في بعض الأماكن، يكون السطح مغطى بالحصى، ويشكل منحدرات صخرية: كازو ورايسكوما وRakšu وĶūķu. يبلغ عرض قاع النهر في حديقة قاوجا الوطنية 60 إلى 120 مترًا مع تغير سريع في العمق من 0.3 متر إلى 7 متر. الانخفاض هو 0.5 م / كم. سرعة التدفق أثناء انخفاض الماء هي 0.2 إلى 0.4 م / ث، وأثناء فترة ربيع مياه الينابيع من 2 إلى 3 آنسة. نظرًا للتقلبات في مستوى المياه والسرعة الحالية وخصائص التدفق الخاصة، يمكن وصف نهر قاوجا بأنه مجرى مائي غير متجانس إلى حد ما.
عادة ما يتجمد نهر قاوجا في منتصف ديسمبر، ويبدأ الجليد في التحرك في أواخر مارس. خلال فصول الشتاء الدافئة، لا يتجمد النهر. تتدفق الكثير من المياه الجوفية إلى نهر قاوجا. وبالتالي فإن درجة حرارة المياه فيها أقل من الأنهار الكبيرة الأخرى في لاتفيا.